# 1953

## Події
- Повстання в'язнів (політв'язнів) в Норильську. Більшість з них була українцями.
- У Нью-Йорку засновано Союз Українських Студентських Товариств Америки (СУСТА)
- 25 квітня - сформоване КВІРТУ ППО.
- 29 травня — Людина вперше здолала найвищу точку планети — на вершину Джомолунгма (8 848 м) піднялись новозеландець Едмунд Персиваль Гілларі і шерп Норгей Тенцинґ.
- 3 вересня — набула чинності Європейська Конвенція про захист прав людини і основоположних свобод.
- б/д — на воду спущений перший у США атомний підводний човен «USS Nautilus»[1].

### Наука
- Розшифрована структура ДНК (Джеймс Ватсон і Френсіс Крік).
- Запропоновано метод мозкового штурму.

## Народились
Дивись також Категорія:Народились 1953
- 2 січня — Демцю Михайло Іванович, український художник-постімпресіоніст, народний художник України.
- 6 січня — Малкольм Янґ, австралійський рок-музикант («AC/DC»).
- 23 січня — Павло Іванович Лазаренко, український політик.
- 26 січня — Андерс Фог Расмуссен — прем'єр-міністр Данії у 2001-09, генеральний секретар НАТО (2009).
- 15 лютого — Анатолій Хостікоєв, український актор театру і кіно.
- 18 лютого — Аркадій Укупник, російський поп-співак, композитор.
- 28 лютого — Пол Кругман, американський економіст, лауреат Нобелівської премії 2008.
- 22 березня — Матвієнко Анатолій Сергійович, український політик.
- 23 березня — Чака Хан, американська співачка.
- 6 травня — Тоні Блер, прем'єр-міністр Великої Британії (1997).
- 6 травня — Акімов Олександр Федорович, начальник нічної зміни на ЧАЕС 26 квітня 1986 року.
- 15 травня — Майк Олдфілд, англійський музикант.
- 16 травня — Пірс Броснан, ірландський актор.
- 19 травня — Шаварш Карапетян, багаторазовий чемпіон світу і рекордсмен з підводного плавання.
- 21 травня — Нора Аунор, філіппінська акторка, продюсерка і співачка.
- 24 травня — Алфред Моліна, актор.
- 29 травня — Олександр Гаврилович Абдулов, російський актор.
- 8 червня — Бонні Тайлер (Ґейнор Гопкінс), рок-співачка.
- 11 червня — Віталій Білоножко, український співак, естрадний виконавець (пом. в 2024).
- 12 червня — Тім Аллен, комедійний актор.
- 19 червня — Ларрі Данн, клавішник гурту «Earth, Wind & Fire».
- 21 червня — Беназір Бхутто, прем'єр-міністр Пакистану (1988).
- 22 червня — Синді Лопер, американська поп-співачка, акторка.
- 29 червня — Колін Джеймс Хей, австралійський співак.
- 15 липня — Жан Арістид, президент Гаїті (1991—1996).
- 16 липня — Павло Глоба, астролог.
- 16 липня — Іан Мозлі, рок-музикант, ударник гурту «Marillion».
- 29 липня — Ґедді Лі, вокаліст і бас-гітарист рок-гурту «Rush».
- 8 серпня — Найджел Ернст Джеймс Менселл, автогонщик «Формула-1», «Індікар».
- 11 серпня — Халк Хоган, американський професійний борець, актор.
- 27 серпня — Алекс Лайфсон, рок-музикант, гітарист канадського гурту «Rush».
- 2 вересня — Олена Проклова, радянська і російська акторка театру і кіно.
- 16 вересня — Міккі Рурк, американський актор.
- 3 жовтня — Олена Олексіївна Корєнєва, радянська і російська акторка театру і кіно, літераторка.
- 15 листопада — Ігор Ліванов, російський кіноактор.
- 20 листопада — Роман Зварич, український політик.
- 27 листопада — Борис Гребенщиков, російський музикант, композитор, співак («Аквариум»).
- 8 грудня — Кім Бейсінгер, американська акторка.
- 9 грудня — Джон Малкович, американський кіноактор.
- 26 грудня — Томас Гендрік Ільвес, президент Естонії.
- 27 грудня — Елліот Істон, американський рок-музикант, гітарист («The Cars»).
- 28 грудня — Річард Клайдерман, французький піаніст.

## Померли
Див. також Категорія:Померли 1953
- 5 березня — Йосип Сталін — радянський вождь, один з найжорстокіших тиранів XX століття, керівний діяч КПРС і диктатор СРСР, генералісимус СРСР (* 1879).
- 5 березня — Сергій Прокоф'єв — російський радянський композитор (* 1891).
- 16 червня — Маргарет Бондфілд, британська політична діячка, перша жінка в уряді Великої Британії на посаді міністра
- 19 вересня — Климент Квітка, музикознавець та фольклорист, чоловік Лесі Українки.
- 28 вересня — Едвін Габбл, американський астроном.
- 7 жовтня — Геннадій Іванович Брежньов, український поет (* 1913).
- 12 жовтня — Бялобжеський Чеслав, польський фізик (* 1878).

## Нобелівська премія
- з фізики: Фріц Церніке — «за обґрунтування фазово-контрастного методу, особливо за винахід фазово-контрастного мікроскопа»
- з хімії: Герман Штаудінгер — «За дослідження в області хімії високомолекулярних речовин»
- з медицини та фізіології: Ганс Адольф Кребс — «За відкриття циклу лимонної кислоти»; Фріц Альберт Ліпман — «За відкриття коферменту А та його значення для проміжних стадій метаболізму»
- з літератури: Вінстон Черчилль — «За високу майстерність творів історичного та біографічного характеру, а також за блискуче ораторське мистецтво, за допомогою якого відстоювалися вищі людські цінності»
- премія миру: Джордж Маршалл — «Як ініціатор „плану Маршалла“ із післявоєнного відновлення економіки Європи»